# کانئن
کانئن (به ژاپنی: 寛延 Kan'en) نام عصر ژاپنی در دوره ادو بود. این دوره بعد از  انکیو (دوره ادو) و قبل از هوره‌کی بود. این دوره از ژوئیه ۱۷۴۸ تا اکتبر ۱۷۵۱ میلادی ادامه داشت. در این دوره امپراتور موموزونو امپراتور ژاپن بود.